# Правительство Нигера
Правительство Нигера — высший орган, осуществляющий исполнительную власть государства Нигер. Его полномочия устанавливаются Конституцией Республики Нигер и законами страны. Существующая система управления, согласно Конституции 18 июля 1999 года, называется Пятой республикой Нигера. Это смешанная республика, в которой Президент Нигера является главой государства, а премьер-министр Нигера — главой правительства. Чиновники занимают свои посты в результате выборов на национальном и местном уровне, в контексте конкурентной многопартийной системы. Законодательная власть принадлежит правительству и Национальному собранию. Судебная власть независима от исполнительной и законодательной власти: Конституционный суд обладает юрисдикцией в отношении конституционных и избирательных вопросах.
Национальное правительство с 1999 года было дополнено местными избранными должностными лицами, которые в свою очередь выбирают представителей на уровне департаментов и регионов. До 1999 года эти уровни правительства всегда назначались центральным правительством.
Центральное управление осуществляется профессиональными административными учреждениями, направленных Управлением Президента и/или Министерствами, возглавляемыми членами Национального Собрания, назначенными на должность президентом. Остальная часть отделений министерств заполняются неполитическими профессиональными администраторами. Местное самоуправление осуществляется местными, ведомственными и региональными советами, Министерством территориальных коллективов, чиновниками, выбранными этими выборными органами и профессиональными государственными служащими.

## Внешняя политика
Международные отношения осуществляются Президентом, как главой государства, а также через министерство иностранных дел Нигера. Договоры подлежат ратификации в Национальном Собрании. Конституционный суд также обладает юрисдикцией для приния решений о соблюдения международных договоров и соглашений.